# Hogback
Een hogback is een cuesta-achtige geomorfologische vorm.  In tegenstelling tot de cuesta, waarbij de helling van de cuestarug slechts zwak is, is de helling van het gesteente hier groter dan 25°.
Een hogback kan door obsequente riviertjes (riviertjes die zich doorheen het cuestafront insnijden) aanleiding geven tot een landschap met strijkijzers (flatirons): naast elkaar gelegen driehoekige structuren waarvan de punt telkens gevormd wordt door het deel van de hogback dat nog niet weggeërodeerd is.